# Heterometrus longimanus
Heterometrus longimanus ist ein in Indonesien, Malaysia, den Philippinen und Singapur verbreiteter Skorpion der Familie Scorpionidae.

## Beschreibung
Heterometrus longimanus ist ein 90 bis 140 Millimeter langer Skorpion, adulte Tiere haben eine schwarze Grundfarbe. Die Chelae und das Telson können eine rötlich-braune Farbe haben. Die Chelae sind nur bei weiblichen Skorpionen leicht lappenförmig, mit einem Verhältnis von Länge zu Breite von etwa 3,3 bis 4,4 zu 1 bei männlichen und etwa 2,4 zu 1 bei weiblichen Skorpionen. Ihre Oberflächen sind überwiegend glatt und nur spärlich mit kleinen Knoten besetzt. Die Chelae, Femora und die Patellen der Pedipalpen männlicher Skorpione sind deutlich langgestreckter als die der weiblichen, der bewegliche Finger ist mindestens so lang wie die Hand. Die Patellen der Pedipalpen haben eine ausgeprägten Fortsatz an der Innenseite. Der Carapax hat in den meisten Fällen eine glatte und glänzende Oberfläche mit granulierten Rändern, manchmal ist aber auch die gesamte Oberfläche granuliert. Die Kämme des Kammorgans haben bei beiden Geschlechtern 12 bis 18 Zähne. Das Telson ist behaart und langgestreckt, mit einer Giftblase, die ebenso lang oder länger als der Giftstachel ist.

## Verbreitung und Lebensraum
Als Terra typica von Heterometrus longimanus wurde in der Erstbeschreibung falsch Afrika angegeben (Habitat in Africa und Das Vaterland ist Afrika), der tatsächliche Fundort des Typusexemplars lässt sich nicht mehr feststellen. Der niederländische Arachnologe H. W. C. Couzijn bestimmte 1981 einen adulten männlichen Skorpion vom Talang (0° 59′ S, 100° 41′ O), einem Vulkan der Insel Sumatra, zum Neotypen und legte damit gleichzeitig einen neuen Typenfundort fest.
Das Verbreitungsgebiet von Heterometrus longimanus erstreckt sich über weite Teile Südostasiens. Gesicherte Fundmeldungen gibt es aus Indonesien, Malaysia, von den Philippinen und aus Singapur. Alle vorliegenden Fundberichte aus Indien, Kambodscha, Laos, Myanmar, Thailand und Vietnam werden als falsche Identifizierungen anderer Arten der Gattung Heterometrus betrachtet.

## Systematik

### Unterarten
- Heterometrus longimanus angustimanus (Thorell, 1876)[3]
- Heterometrus longimanus bengkalitensis Couzijn, 1981[4]
- Heterometrus longimanus borneensis (Thorell, 1876)[5]
- Heterometrus longimanus humilis (Simon, 1877)[6]
- Heterometrus longimanus longimanus (Herbst, 1800)[7][8]
- Heterometrus longimanus marmoratus Couzijn, 1981[6]
- Heterometrus longimanus paris Couzijn, 1981[4]
- Heterometrus longimanus typicus Masi, 1912[9]

Die von Couzijn 1981 beschriebenen Unterarten Heterometrus longimanus belitungensis Couzijn, 1981 und Heterometrus longimanus tarawakanensis Couzijn, 1981 wurden 2004 von Kovařík mit der Nominatform synonymisiert.

### Erstbeschreibung
Die Erstbeschreibung erfolgte durch Johann Friedrich Wilhelm Herbst im Jahr 1800 im vierten und letzten Band seines Natursystems der ungeflügelten Insekten. Dazu lag ihm ein einzelnes Exemplar aus der Sammlung des Dresdener Naturforschers Peter Ludwig Heinrich von Block vor. Die Beschreibung ist auf Latein und Deutsch verfasst.

### Typmaterial
Das von Herbst zur Beschreibung der Art herangezogene Sammlungsexemplar ist verschollen. Couzijn bestimmte 1981 einen Neotypus, der sich im Naturkundemuseum Naturalis in Leiden befindet.

### Etymologie
Herbst machte über die Etymologie des Artnamens keine Angaben, erwähnte aber in seiner Beschreibung an mehreren Stellen die besonders schlanken und langgestreckten Chelae des Skorpions. Der Name ist von den lateinischen Wörtern longus (deutsch: lang) und manus (deutsch: Hand) abgeleitet.

### Gattungen und Synonyme
Als Art der Gattung Heterometrus wurde Heterometrus longimanus seit seiner Erstbeschreibung verschiedenen Gattungen zugerechnet. Das war die Folge unterschiedlicher Auffassungen der Arachnologen über die Gültigkeit einzelner Gattungen und ihre Abgrenzung voneinander. Heterometrus longimanus wurde seit 1800 in die Gattungen und Untergattungen Scorpio, Buthus, Scorpio (Ischnurus), Palamnaeus, Palamnaeus (Scorpio), Heterometrus, Heterometrus (Scorpio) und zuletzt 1981 von Couzijn in die Untergattung Heterometrus (Heterometrus) gestellt. Die Untergattung Heterometrus und alle anderen von Couzijn beschriebenen Untergattungen wurden 2004 von František Kovařík in seiner Revision der Gattung Heterometrus aufgehoben.
Als Synonyme sind darüber hinaus folgende Namen in der Literatur genannt worden: Buthus costimanus C. L. Koch, 1837, Centrurus galbineus C. L. Koch, 1838, Palamnaeus angustimanus Thorell, 1876, Pandinus humilis Simon, 1877, Heterometrus (Heterometrus) longimanus belitungensis Couzijn, 1981 und Heterometrus (Heterometrus) longimanus tarawakanensis Couzijn, 1981.